# Università di Stanford
L'Università di Stanford (nome ufficiale in inglese: Leland Stanford Junior University; comunemente nota come Stanford University) è un'università privata degli Stati Uniti d'America situata in California, nella contea di Santa Clara, a circa sessanta chilometri a sud di San Francisco e adiacente alla città di Palo Alto, estendendosi di fatto nel cuore della Silicon Valley.

## Storia
L'Università di Stanford aprì le sue porte nel 1891, dopo sei anni di progettazione, per volontà dei benefattori Jane e Leland Stanford (imprenditore ferroviario ai tempi ritenuto uno dei robber-baron) che avevano deciso di fondare un'università per istruire i ragazzi della California in memoria del loro figlio, morto di tifo a Firenze. L'università ospita altresì l'acceleratore di particelle SLAC.

## Struttura
L'università è organizzata nelle sette seguenti Scuole:
- Economia
- Giurisprudenza
- Ingegneria
- Medicina
- Scienze e discipline umanistiche
- Scienze della formazione
- Scienze della terra, dell'energia e dell'ambiente

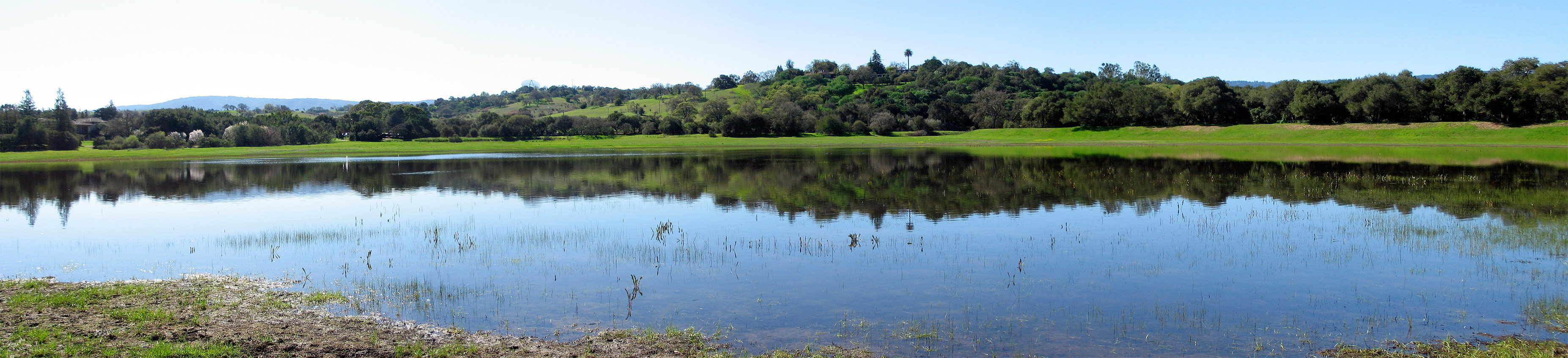
Lakelag

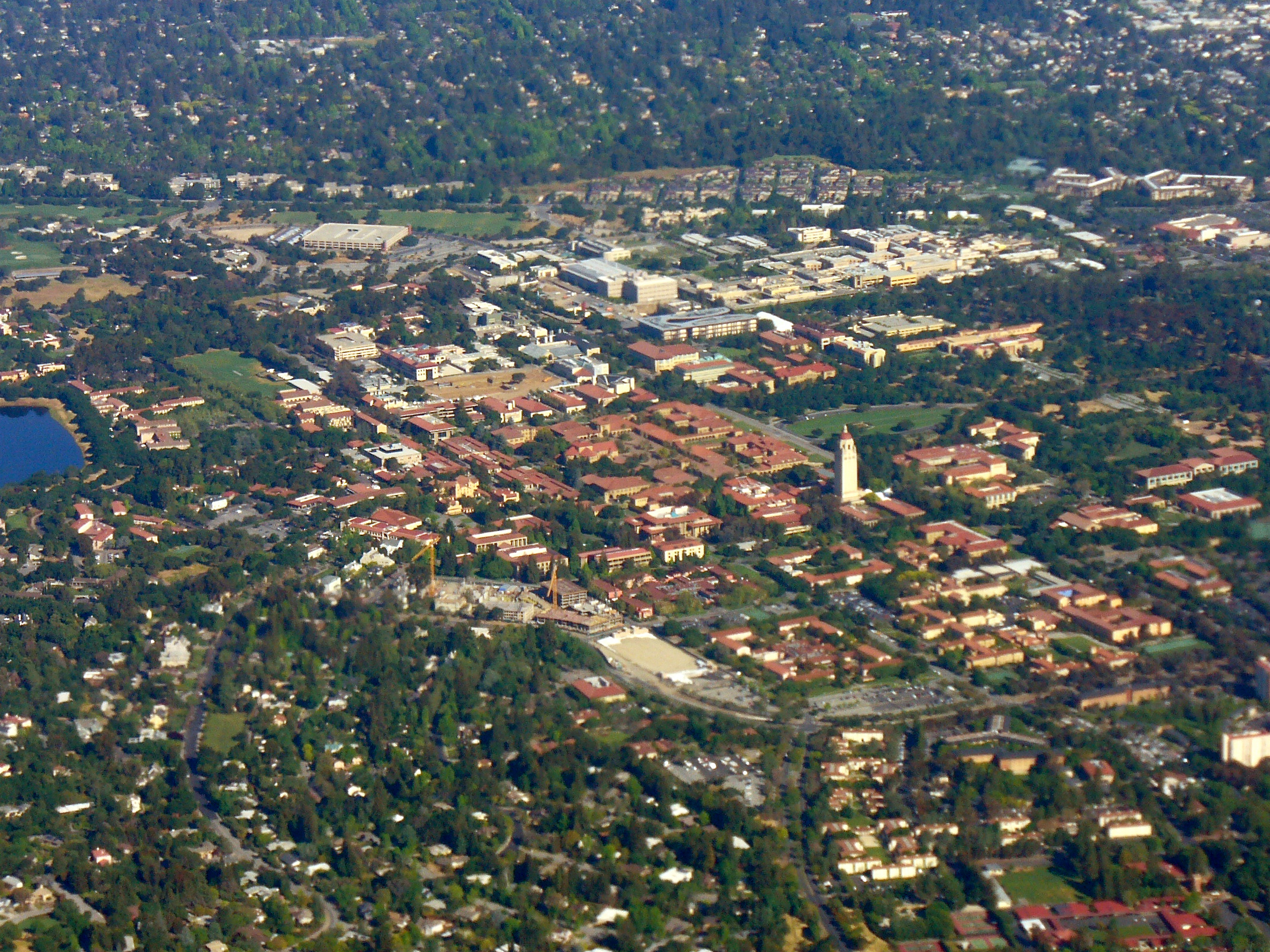
Foto aerea del campus del 2008

### Hoover Institution
Alla Stanford opera il think tank conservatore "Hoover Institution" che si concentra sulla politica, sull'economia e sull'economia politica globale. Fu fondato nel 1919 da Herbert Hoover. La biblioteca e gli archivi dell'Hoover Institution hanno una vasta collezione di testi sulle evoluzioni politiche, economiche e sociali del ventesimo secolo.

### Stanford engineering everywhere
Nel luglio 2008, l'università ha lanciato un'iniziativa finanziata da Sequoia Capital, denominata Stanford Engineering Everywhere (SEE) che consiste nel rendere accessibili agli utenti di tutto il mondo – nei termini della licenza libera Creative Commons Attribution-Noncommercial-Share Alike 3.0 Unported – i video dei corsi ripresi direttamente nell'ateneo.

## Sport
Stanford accoglie all'interno del proprio campus lo Stanford Stadium e dispone di squadre sportive, denominate Varsity.
Ci sono squadre Varsity maschili impegnate in sedici discipline: atletica leggera, baseball, calcio, canottaggio, corsa campestre, football americano, ginnastica, golf, lotta, nuoto e tuffi, pallacanestro, pallanuoto, pallavolo, scherma, tennis, e vela. Ci sono diciannove squadre femminili: atletica leggera, canottaggio, canottaggio pesi leggeri, calcio, corsa campestre, ginnastica, golf, hockey su prato, Lacrosse, nuoto e tuffi, nuoto sincronizzato, pallacanestro, pallanuoto, pallavolo, scherma, softball, squash, tennis e vela. Oltre alle squadre Varsity, ci sono squadre chiamate Club: alcuni esempi sono l'ultimate frisbee, il rugby e il ciclismo; infine, a livello informale e non agonistico, vi sono le squadre Intramural, le quali competono solamente con altre squadre Intramural di Stanford.
Nelle Olimpiadi 2008 di Pechino gli atleti provenienti da Stanford hanno vinto 25 medaglie, mentre in occasione delle Olimpiadi di Parigi del 1924 Stanford vinse 21 medaglie.

## Presidenti
- David Starr Jordan (1891-1913)
- John Casper Branner (1913-1915)
- Ray Lyman Wilbur (1916-1943)
- Donald Bertrand Tresidder (1943-1948)
- J. E. Wallace Sterling (1949-1968)
- Kenneth Sanborn Pitzer (1968-1970)
- Richard Wall Lyman (1970-1980)
- Donald Kennedy (1980-1992)
- Gerhard Casper (1992-2000)
- John L. Hennessy (2000-2016)
- Marc Tessier-Lavigne (dal 2016)

## Galleria d'immagini
I luoghi di interesse della città universitaria contemporanea sono il Main Quad e il Memorial Church, il Cantor Center for Visual Arts e la galleria d'arte, il Mausoleo di Stanford e l'Angelo del dolore, Hoover Tower, il giardino delle sculture di Rodin, la Papua Nuova Guinea Sculpture Garden, l'Arizona Cactus Garden, la Stanford University Arboretum, la Biblioteca verde e il Dish.

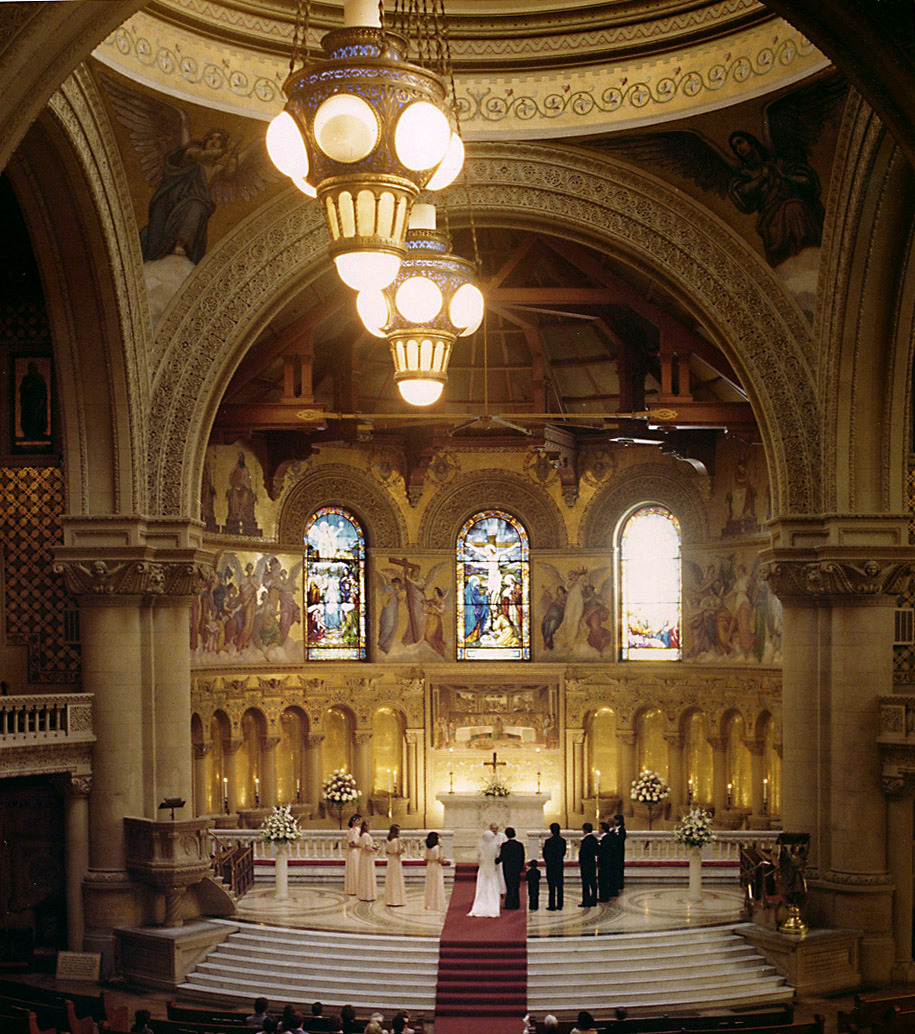
Interior of the Stanford Memorial Church at the center of the Main Quad
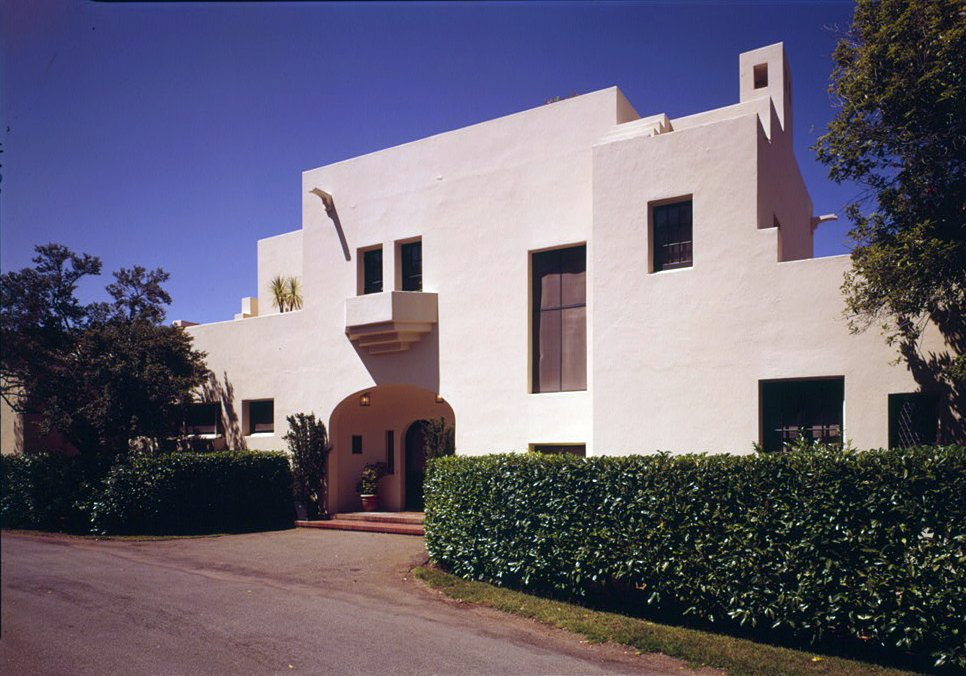
Lou Henry Hoover House, official residence of the University President
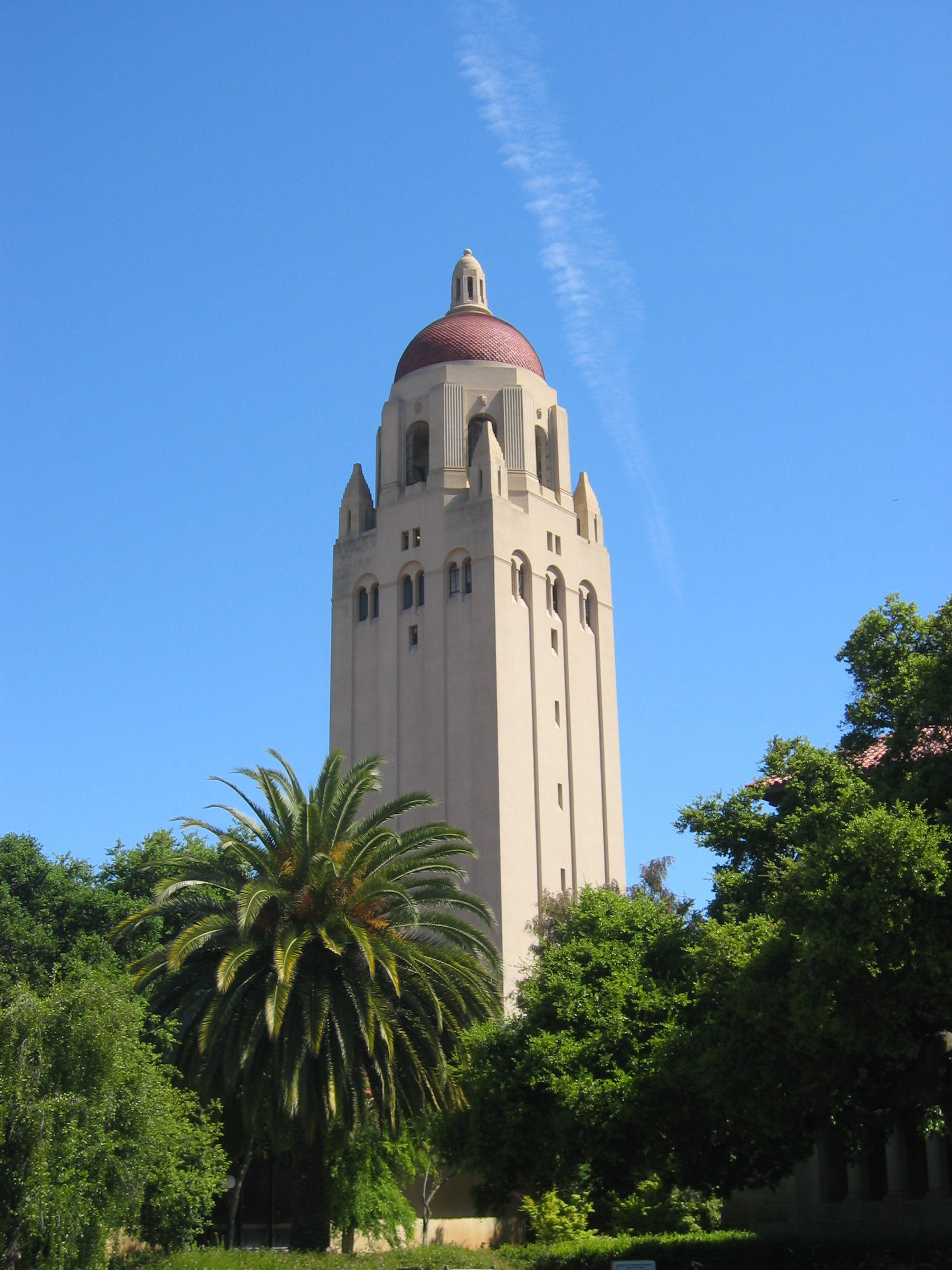
Hoover Tower, at 285 piedi (87 m), the tallest building on campus
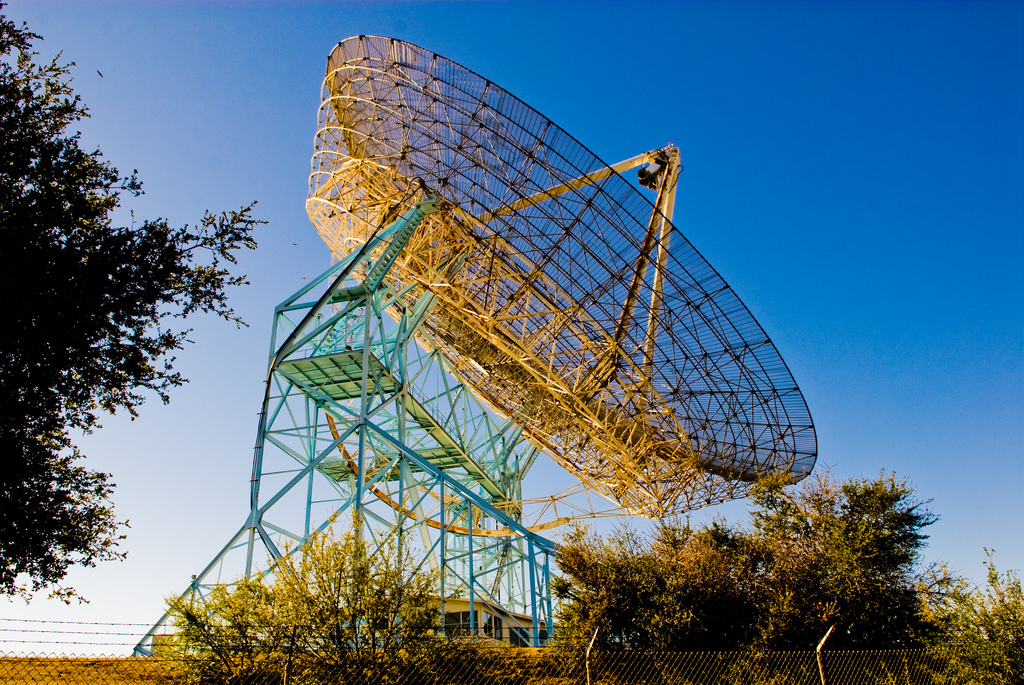
The Dish, a 150 piedi (46 m) diameter radio telescope on the Stanford foothills overlooking the main campus
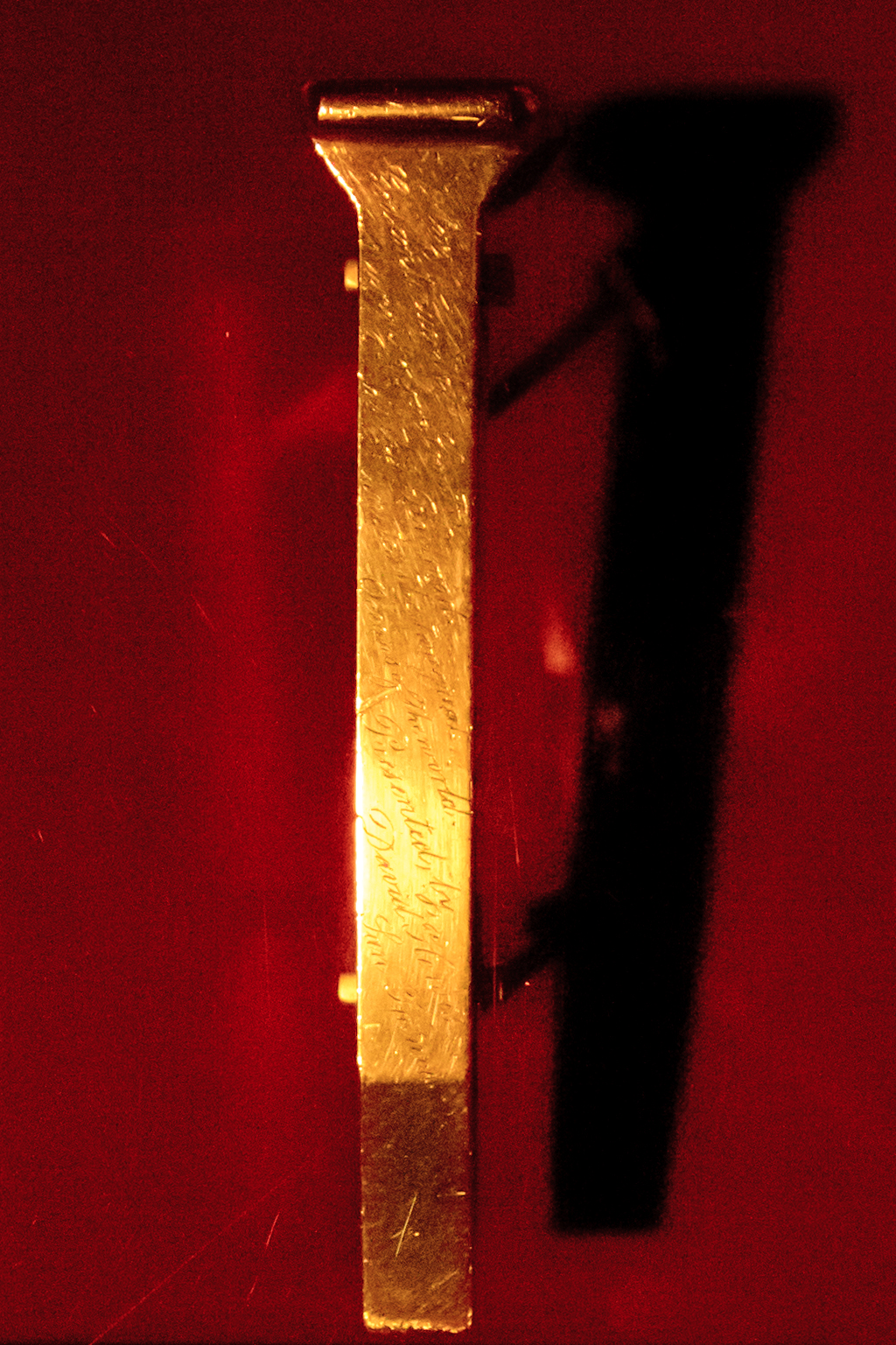
The original Golden spike on display at the Cantor Arts Museum at Stanford University
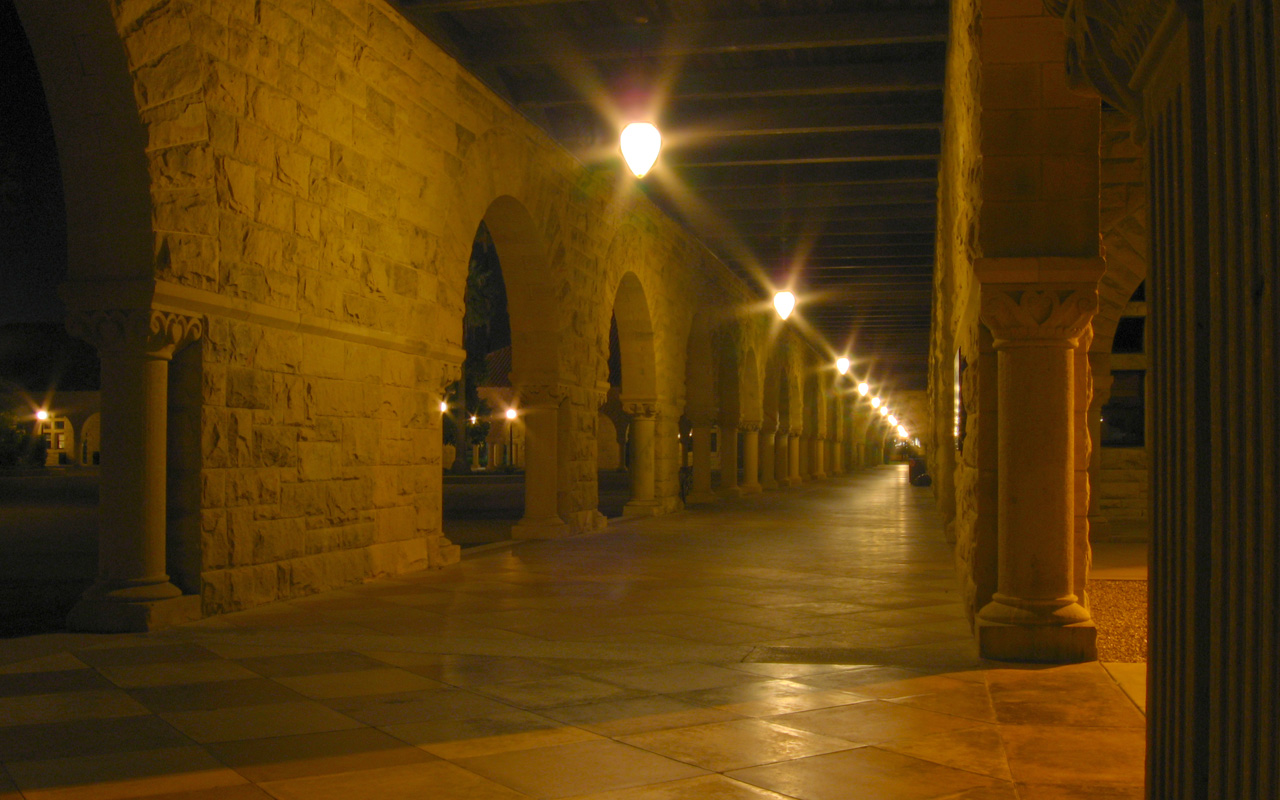
Stanford Main Quad at night